# Leichtathletik-Weltmeisterschaften 2011/Teilnehmer (Britische Jungferninseln)
| Gelbes Symbol für Goldmedaillen mit stilisierten Olympischen Ringen | Graues Symbol für Silbermedaillen mit stilisierten Olympischen Ringen | Braundes Symbol für Bronzemedaillen mit stilisierten Olympischen Ringen |
| ------------------------------------------------------------------- | --------------------------------------------------------------------- | ----------------------------------------------------------------------- |
| —                                                                   | —                                                                     | —                                                                       |

Der Leichtathletik-Verband der Britischen Jungferninseln stellte bei den Leichtathletik-Weltmeisterschaften 2011 im koreanischen Daegu eine Teilnehmerin.

## Ergebnisse

### Frauen

#### Sprung/Wurf
| Athletin       | Disziplin  | Qualifikation | Qualifikation | Finale        | Finale        |
| Athletin       | Disziplin  | Weite/Höhe    | Platz         | Weite/Höhe    | Platz         |
| -------------- | ---------- | ------------- | ------------- | ------------- | ------------- |
| Chantel Malone | Weitsprung | 6,12 m        | 30            | ausgeschieden | ausgeschieden |